# Alexander Steireif
Alexander Steireif (* 10. Januar 1988 in Nürtingen in der Region Stuttgart) ist ein deutscher Autor, E-Commerce-Berater und Coach.

## Leben
Nach seinem Realschulabschluss besuchte Steireif das Wirtschaftsgymnasium in Kirchheim unter Teck in der Region Stuttgart und studierte an der Hochschule der Medien in Stuttgart Wirtschaftsinformatik. Während seines Abiturs im Jahr 2006 gründete Steireif die ITABS GbR, die 2010 in die ITABS GmbH gewandelt wurde. 2017 gründete er die Alexander Steireif GmbH. Neben seiner Tätigkeit als E-Commerce-Berater publiziert, coacht und unterrichtet er.

## Unterricht
Steireif unterrichtete an der Business Academy Ruhr in Dortmund im Fach eCommerce Manager (IHK) und hielt Gastvorlesungen an der Hochschule der Medien und an der Hochschule Furtwangen im Schwarzwald.

## Publikationen
- Steireif, Rieker (2009): Webshops mit Magento, Galileo Computing ISBN 978-3836213783
- Steireif, Rieker (2010): Magento, Galileo Computing Verlag ISBN 978-3836216135
- Steireif, Rieker (2012): Magento: Das umfassende Handbuch, Galileo Computing ISBN 978-3836217743
- Steireif, Rieker, Bückle (2014): Handbuch Online-Shop, Rheinwerk Computing ISBN 978-3836229104
- Steireif (2017): Magento 2, Rheinwerk Computing ISBN 978-3836242318
- Steireif, Rieker, Bückle (2019): Handbuch Online-Shop, Rheinwerk Computing ISBN 978-3836266185
- Steireif (2019): Leitfaden E-Commerce, Kindle Direct Publishing ISBN 978-1696163255